# Yumi
Pour le prénom, voir Yumi (prénom).
 (mars 2010).
Si vous disposez d'ouvrages ou d'articles de référence ou si vous connaissez des sites web de qualité traitant du thème abordé ici, merci de compléter l'article en donnant les références utiles à sa vérifiabilité et en les liant à la section « Notes et références ».
Le wakyū (和弓, arc japonais), appelé yumi (弓, arc), est l'arc traditionnel japonais utilisé au kyūdō et yabusame. Le mot japonais yumi se traduit par « arc ». Deux types d'arcs traditionnels coexistent : le grand arc japonais appelé daïkyu et l'arc court appelé hankyu. Le terme yumi est utilisé familièrement pour nommer le daïkyu, le hankyu étant moins connu du grand public. Les deux arcs ont la même silhouette asymétrique.

## Description

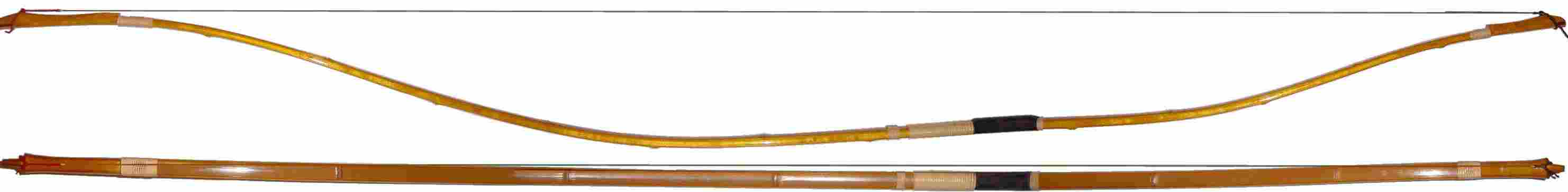
Yumi de dos, de profil

Le yumi a une forme particulière : l'arc est exceptionnellement long, 2,21 m pour sa taille standard et proportionné à l’allonge (yasuka) du tireur. C’est un arc composite, constitué d'un lamellé de bambou (madake) et de bois (haze). Les possibilités restreintes de flexion du bambou ont obligé la conception d’un arc long.
Cet arc est asymétrique, sa poignée est positionnée à environ 2/5 de la longueur, précisément la poussée de la main sur l'arc est positionnée en extrême et moyenne raison (nombre d'or). En pratique, le point de poussée, togashira, est à 0,618 x longueur totale. Pour équilibrer son ouverture, la branche basse est plus puissante que la plus longue. La raison de son asymétrie reste complexe. Plusieurs pistes ont été proposées :
- en premier lieu pour permettre le tir à cheval yabusame, l’archer peut ainsi passer l’arc au-dessus de l’encolure du cheval ;
- pour permettre aux fantassins de tirer soit en position debout, soit accroupi avec un genou à terre ;
- une autre piste propose une position fondamentale de la main dans les budō, le poing doit être maintenu dans l’alignement de l’avant-bras, la forme de l’arc est la résultante de la position oblique de la prise de la main (le poignet forme un angle de 110 degrés avec le bras. Tenir verticalement un arc est donc un geste non naturel et, de fait, gênant. Le yumi règle le problème en étant positionné selon l'angle idéal dans la main de l'archer) ;
- une raison encore envisagée est l’origine de l’arc primitif, une longue branche bandée d’une corde. La longueur de la branche évite qu'elle ne se brise. Le diamètre dégressif de la section de l’arc demande une prise d’arc décalée du centre pour équilibrer la résistance des branches haute et basse ;
- la position de la poussée est située sur un nœud de vibration de l'arc lors de la décoche et permet la stabilité du tir. Ce point est situé à togashira.

## Technique
La prise en main du yumi similaire à un arc occidental. L'arc n'est pas tenu dans la main. Le maintien de l'arc dans la main se réalise uniquement par la poussée que l'archer réalise sur l'arc avec le Y de sa main gauche formé par l'entre-doigt du pouce et de l'index. Ce point de poussée est nommé tsunomi. Cette technique, propre au kyudo, s'appelle te-no-uchi.
L'archer agrippe la corde à sa main droite avec un gant de kyudo, le gake.

## Évolutions de la fabrication de l'arc
Au cours de son histoire, le yumi asymétrique évolue régulièrement dans sa fabrication, sa constitution et sa silhouette. Les premières traces découvertes d’un arc asymétrique remonte à la période Yayoi (250 av. J.-C. à 330 apr. J.-C.).
| Période                      | Type d'arc                         | fabrication de l'arc |
| ---------------------------- | ---------------------------------- | --- |
| Préhistoire                  | Maruki                             | Une seule pièce de bois. |
| IXe et Xe siècles            | Fusetake                           | Bois avec un parement externe de bambou.                                                                                                   |
| XIIe siècle                  | Sanmaiuchi                         | Âme bois, faces (parements) interne et externe en bambou.                                                                                  |
| XIVe et XVe siècles          | Shihochiku                         | Âme bois, faces (parements) et chants en bambou.                                                                                           |
| milieu XVIIe siècle          | Sanbonhigo (higoyumi)              | Âme lamellée collée de trois lames de bambou, chants en bois, faces (parements) interne et externe en bambou.                              |
| XVIIe siècle                 | Yohonhigo (higoyumi)               | Âme lamellée collée de quatre lames de bambou, chants en bois, faces (parements) interne et externe en bambou.                             |
| fin XVIIe siècle à nos jours | Gohonhigo (higoyumi)               | Âme lamellée collée de quatre lames de bambou + une lame centrale de bois, chants en bois, faces (parements) interne et externe en bambou. |
| depuis 1971                  | fibre de verre et fibre de carbone | Bois et textile synthétique lamellé collé, l'ensemble est laqué.                                                                           |

La fabrication de l'arc demande de la virtuosité, les matériaux utilisés sont préparés pendant de longs mois.

## Utilisation
La culture japonaise entretient une relation très forte avec l'arc japonais. C'est un objet de vénération : il est le support à de nombreux éléments religieux, il participe notamment à des cérémonies séculaires importantes. Ce caractère sacré est limité à certains arcs destinés à cet usage précis. 
Dans l'exemple du kyūdō, l'arc est le medium du développement personnel. La relation de l'archer avec son arc est un lien intime pendant le tir, celui-ci devient le prolongement du corps de l'archer.

## Rapport de taille entre l'arcdaïkyuet de l'archer
La corrélation arc/archer est très importante. L’envergure de l’archer détermine la taille de l’arc. La taille standard d’un arc est le nami (namisun) soit 7 shaku et 3 sun. Depuis la conception de cet arc, la taille de la population tend à augmenter. Les facteurs d’arc ont fabriqué d’autres dimensions d’arc pour convenir à la population grandissante en taille. Les arcs ont des longueurs augmentées par multiple de 2 sun. On trouve ainsi l’arc de la taille supérieure au nami, appelé le nobi : le nisun-nobi (nami + 2 sun), le yonsun-nobi (nami + 4 sun), etc.
| taille de l'archer | longueur de flèche | taille de l'arc               |
| ------------------ | ------------------ | ----------------------------- |
| < 150 cm           | < 85 cm            | Sansun-zume (212 cm)          |
| 150 - 165 cm       | 85 - 90 cm         | Namisun (221 cm) : 並寸       |
| 165 - 180 cm       | 90 - 100 cm        | Nisun-nobi (227 cm) : 二寸伸  |
| 180 - 195 cm       | 100 - 105 cm       | Yonsun-nobi (233 cm) : 四寸伸 |
| 195-205 cm         | 105 - 110 cm       | Rokusun-nobi (239 cm)         |
| > 205 cm           | > 110 cm           | Hassun-nobi (245 cm)          |

La puissance de l'arc est en relation avec l'avancement de l'archer et sa morphologie. Un débutant utilise couramment un arc d'une puissance de 9 à 10 kg. Les femmes vont ensuite généralement pratiquer avec un arc de puissance 14 à 16 kg, alors que les hommes utilisent une puissance d'une vingtaine de kilogrammes. Certains archers vont jusqu'à une puissance proche de 30 kg, Cependant, l'usage actuel ne tend pas à privilégier les puissances importantes.

## Entretien

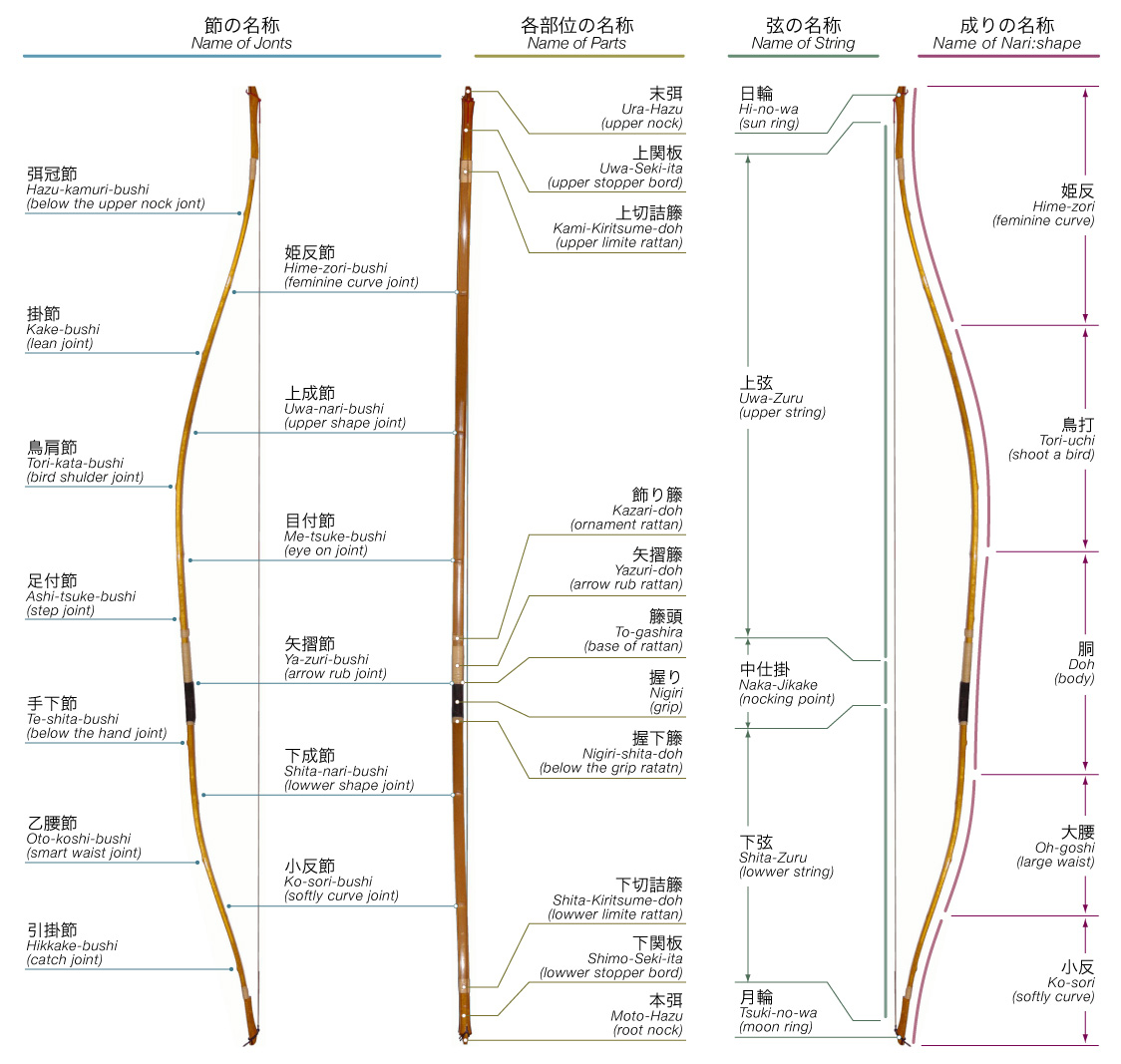
Anatomie du yumi.

L'arc en bambou doit être utilisé régulièrement pour maintenir ses qualités : les courbes se transforment suivant l'utilisation qu'en fait l'archer. Son entretien doit être rigoureux afin de conserver correctement ses courbes et prolonger sa vie. Les qualités dynamiques du bambou restent inégalées par les matériaux synthétiques de substitution. Le yumi en bambou est fragile et cher, aussi les débutants jusqu'au 4e dan sont invités à pratiquer avec des arcs en fibre de verre ou de carbone ; ces derniers sont beaucoup plus résistant aux erreurs de manipulation des débutants. Ces modèles de « fibres » sont constitués d'un assemblage de bois renforcé de fibre de verre ou de carbone. La durée de vie d'un arc en bambou (takeyumi) est très variable. L'archer expérimenté peut parvenir à l'utiliser pendant plusieurs décennies. À cause du vieillissement de la colle, certains fabricants évaluent l'utilisation optimum d'un takeyumi à environ dix ans.

## Corde
Les cordes des arcs en bambou sont traditionnellement en chanvre enduit d’une résine naturelle : le kusune (principalement de la résine de conifères ). Pour un débutant, ces cordes sont trop fragiles. Pour les arcs en fibre de verre ou carbone, la corde est en kevlar. Ce matériau est moins dynamique mais plus solide, il autorise plus de maladresses dans le tir.

## Autres arcs
D'autres types d'arcs de longueurs différentes coexistent pour des utilisations plus précises (pour la chasse, les cérémonies) parmi lesquels le hankyū, arc court.